# NGC 2784
NGC 2784 ist eine Linsenförmige Galaxie vom Hubble-Typ S0 im Sternbild Wasserschlange südlich des Himmelsäquators. Sie ist schätzungsweise 21 Millionen Lichtjahre von der Milchstraße entfernt und hat einen Durchmesser von etwa 95.000 Lichtjahren. Die Entfernungsmessungen basierend auf den Radialgeschwindigkeiten stimmen nicht mit den rotverschiebungsunabhängigen Entfernungsschätzungen von 58 ± 63 Millionen Lichtjahren überein.
Das Objekt wurde am 20. November 1784 von William Herschel entdeckt.